# Lago Hopkins
O Lago Hopkins é um lago salgado no leste da Austrália Ocidental, muito perto da divisa com o Território do Norte. 

## Localização
Está localizado a oeste do Lago Neale, que, junto com o Lago Amadeus, faz parte de uma cadeia de lagos salgados que se estende por cerca de 500 quilômetros (310 mi), do Lago Hopkins, a oeste, até o rio Finke, a leste. Esta bacia hidrográfica é conhecida como bacia Amadeus. O lago é geralmente um deserto de sal seco e só retém água por períodos curtos após fortes chuvas. O Lago Hopkins está a uma altitude de 441 metros acima do nível médio do mar. O lago provou ser um obstáculo para o progresso de Len Beadell durante a construção da rodovia denominada Sandy Blight Junction Road em 1960. 